# Dahab

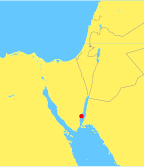
Posizione geografica di Dahab

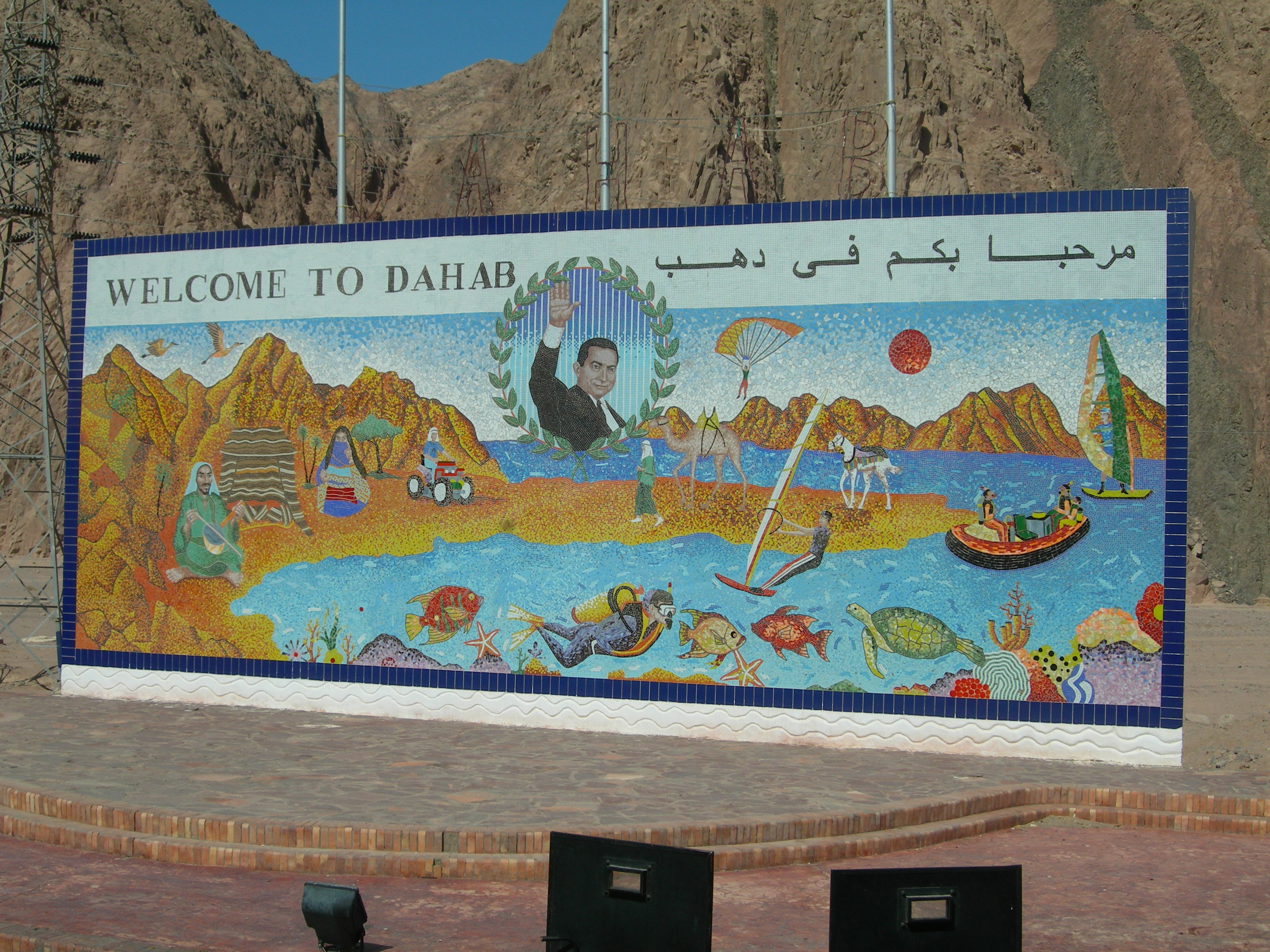
Vecchia insegna all'ingresso di Dahab - dopo la rivoluzione 2011 il volto di Mubarak è stato cancellato da tutte le insegne del territorio egiziano

Dahab (arabo egiziano: دهب‎  [ˈdæhæb]) è una cittadina egiziana affacciata sul Mar Rosso sulla costa sud-orientale della penisola del Sinai, nel Governatorato del Sinai del Sud.  
Situato circa 100km a nord-est di Sharm el-Sheikh, l'originario villaggio di pescatori a partire dall'inizio del XXI secolo si è sviluppato fino a divenire un frequentato centro turistico e balneare.

## Origine del nome
Il nome Dahab in lingua araba significa oro. Il riferimento è probabilmente legato al tipico colore della sabbia e delle pietre del deserto che fanno da scenario naturale al piccolo centro.

## Geografia
Lungo la costa si estende la barriera corallina, che partendo dall'estremità meridionale del Sinai (Parco nazionale di Ras Muhammad) arriva fino a Ras Abu Galum.

## Economia
Lungo la costa sorgono importanti complessi alberghieri così come alberghi a gestione familiare, camping e ristorantini sul mare che hanno mantenuto tutto lo stile arabo e l'ambiente beduino originario.
È una meta turistica frequentata dagli amanti del windsurf (la zona è particolarmente ventosa), delle immersioni e dello snorkeling.
A differenza che in altre località del Sinai, le immersioni si effettuano prevalentemente da terra.
Dahab è inoltre meta di passaggio delle escursioni turistiche che da Sharm el Sheikh portano al monte Sinai, al Monastero di Santa Caterina e al parco naturale Ras Abu Galum. 

## Attacchi terroristici del 24 aprile 2006 e ripresa della località turistica di Dahab
Il 24 aprile 2006, alle ore 19:15 (ora locale), è stato compiuto un attacco terroristico nell'area turistica di Dahab.
Tre esplosioni, si sono rapidamente succedute vicino al supermercato (Ghazala supermarket) ed a entrambe le estremità del ponticello. Negli attentati sono morte 18 persone e oltre 70 sono rimaste ferite. Le bombe erano rudimentali e fabbricate manualmente, per questo si esclude il coinvolgimento di grosse organizzazioni. Le versioni riguardo al possibile mandante divergono tra Europa e Paesi Arabi.